# Izoterma Tiemkina
Izoterma Tiemkina (zoterma Tiomkina) jest eksperymentalnym 2-parametrowym równaniem izotermy adsorpcji na heterogenicznym ciele stałym. Równanie to jest szczególnie popularne w katalizie:
{\displaystyle a=A+B\log p}
gdzie:
- a - adsorpcja
- p - ciśnienie adsorbatu
- K - stała równowagi adsorpcji

Równanie Tiemkina nie jest izotermą monowarstwową (nie jest zgodne z modelem izotermy Langmuira). Izoterma ta odpowiada ciągłemu, nieskończonemu (nieograniczonemu energią minimalną lub maksymalną) rozkładowi energii miejsc adsorpcyjnych.
Powyższe założenie (nieograniczony rozkład energii) jest mało realistyczne, podobnie jak stałość gęstości prawdopodobieństwa dla wszystkich miejsc adsorpcyjnych. Równanie Tiemkina można traktować jako przybliżenie bardziej ogólnego 3-parametrowego równania związanego z prostokatnym rozkładem energii adsorpcji, tzw. izotermy UNILAN.